# Inibitore
In chimica, un inibitore (o catalizzatore negativo) è, al contrario del catalizzatore, una sostanza che rallenta o impedisce lo svilupparsi di una reazione chimica, intervenendo pertanto nella cinetica della reazione. 
Un inibitore però, al contrario del catalizzatore, può anche essere consumato nel corso della reazione o prendervi parte.

## Esempi
L'aggiunta di acetanilide nei contenitori di acqua ossigenata venduta al commercio, impedisce la decomposizione del perossido di idrogeno
2H2O2 → 2H2O + O2,
che è invece catalizzata dal calore, dalla luce e dalle impurità presenti.
Altri esempi di inibitori sono:
- inibitore di corrosione - una sostanza chimica capace di rallentare la corrosione da parte di un altro composto;
- inibitore enzimatico - sostanze chimiche che si legano agli enzimi diminuendone l'attività.